# 赛马杯
LetsRunPark赛马杯是目前韩国最大的围棋比赛，由韩国赛马协会、韩国棋院主办，总规模为5亿韩元。冠军奖金为8千万，亚军2千万韩元。比赛用时为每方1小时加1次1分钟读秒。
历届冠军：
| 年   | 届 | 冠军   | 比分 | 亚军   |
| ---- | -- | ------ | ---- | ------ |
| 2014 | 1  | 李世乭 | 2-1  | 姜東潤 |
| 2015 | 2  | 申真谞 | 2-1  | 金明训 |